# Kigul Island
Kigul Island ist eine kleine unbewohnte Insel der Fox Islands, die zu den Aleuten gehören. Das knapp über dem Meeresspiegel gelegene, etwa 800 m lange Eiland befindet sich an der Südostküste von Umnak.